# North Edwards (Kalifornija)
North Edwards je naseljeno područje za statističke svrhe u američkoj saveznoj državi Kalifornija. Prema popisu stanovništva iz 2010. u njemu je živjelo 1.058 stanovnika.